# Veive
Veive nella mitologia etrusca era la divinità della vendetta. Veniva raffigurata come un giovane con una corona di alloro mentre reggeva delle frecce. Solitamente viene rappresentato vicino ad una capra. Questa divinità era conosciuta anche presso i popoli sanniti e probabilmente ha delle connessioni con il dio romano Veiove.